# الكوكب الرياضي بعقارب
الكوكب الرياضي بعقارب هو فريق كرة قدم تونسي تأسس عام 1969 في مدينة عقارب، ولاية صفاقس، يلعب هذا الفريق في الرابطة التونسية الثانيه لكرة القدم مستوى أول في موسم 2020 - 2021.

## وصلات خارجية
- صفحة الكوكب الرياضي بعقارب على موقع كوووة.
- الموقع الرسمي للجامعة التونسية لكرة القدم.